# Airspeed AS.10 Oxford

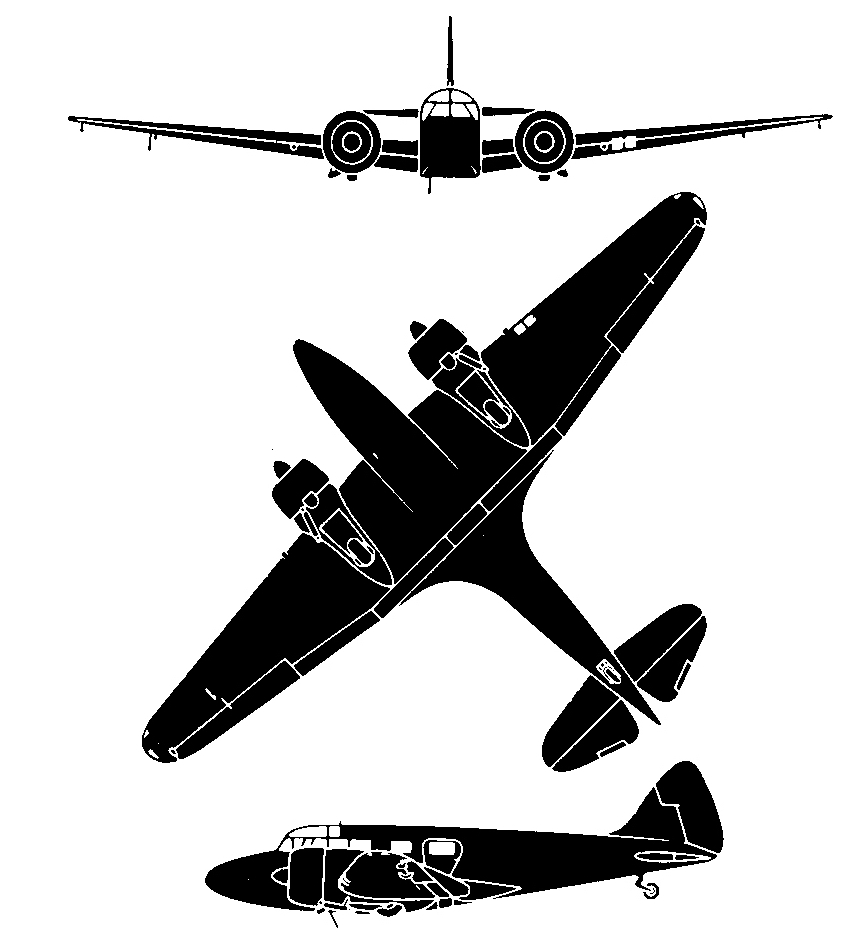
Airspeed Oxford

Эйрспид AS.10 Оксфорд (англ. Airspeed AS.10 Oxford) — двухмоторный самолёт, использовавшийся для обучения экипажей Содружества наций навигации, радиосвязи, бомбардировкам и ведению артиллерийского огня во время Второй мировой войны.

## История
В 1936 году фирма Airspeed приняла участие в конкурсе, объявленном Министерством авиации, по создании двухмоторного учебного самолёта по спецификации (техническому заданию) T.23/36. Конкурс был объявлен в связи с увеличением спроса на военные учебные самолёты для обучения экипажей самолётов-бомбардировщиков и стрелков. Проект был создан на базе удачного небольшого пассажирского самолёта AS.6 Envoy, который славился высокими пилотажными и эксплуатационными качествами. Коммерческий AS.6 Envoy к этому времени уже имел модификацию для ВВС Южной Африки,  согласно который самолет можно было оперативно оснастить бомбодержателями и пулеметом с ручным управлением в задней части фюзеляжа. Компания Airspeed и ее главный конструктор Хессел Тилтман получили преимущество над конкурентами за счет своих предыдущих разработок.
Самолёт получил обозначение Аirspeed AS.10 Oxford. Первый опытный образец самолёта совершил полет в июне 1937 года. В ходе выполнения испытательных полетов самолёт подтвердил свои высокие качества для подготовки экипажей бомбардировщиков. Министерство авиации Великобритании одобрило этот проект и в 1937 году разместили первоначальный заказ на этот тип самолета. Была заказана первая партия из 136 самолетов. Серийное производство было организовано на заводе Airspeed в Портсмуте. С 1938 года началось его серийное производство, которое продолжалось до 1945 года.
Airspeed AS.10 Oxford выпускался в двух вариантах:  Mark.I - учебно тренировочный самолет общего назначения, оснащенный задней поворотной башней с одним пулеметом и Mark.II - учебно-тренировочный самолет с двойным управлением без стрелковой башни. Для выполнения крупных контрактов на поставку самолетов, к производству AS.10 Oxford (100 Mk.I + 100 Mk.II) был привлечен завод фирмы De Havilland Aircraft в Хэтфилде.
Для удовлетворения потребностей летных школ в учебно-тренировочном самолете Oxford он производился в больших количествах и перед началом Второй Мировой войны широко использовался в программе подготовки пилотов. Самолет изготавливался несколькими компаниями. За время производства было изготовлено 8751 самолетов. 4961 было произведено компанией Airspeed в Портсмуте, Крайстчерче и Дорсете; 1515 на De Havilland Aircraft в Хэтфилде; 1360 на Percival Aircraft в Лутоне; 750 на Standart Motor Company в Ковентри.

## Конструкция
Airspeed AS.10 Oxford — двухмоторный свободнонесущий моноплан с низкорасположенным крылом, деревянной конструкции с убирающимся шасси.
Фюзеляж — полумонококовой деревянной конструкции с фанерной обшивкой спереди и тканевой сзади. Фюзеляж состоит из двух секций. Передняя секция специально усилена, чтобы конструкция могла выдержать удар в случае неудачной посадки пилота-стажера. Материал лонжеронов сосна.
Крыло — деревянной конструкции. Обшивка работающая фанерная. Механизация крыла — элероны и закрылки, расположенные между элеронами.
Хвостовое оперение — каркас (лонжероны и нервюры) деревянной конструкции, обшивка полотняная.
Шасси — трехопорное, убирающееся с хвостовым колесом.

## Эксплуатация и боевое применение
Британские Королевские ВВС эксплуатировали Airspeed AS.10 с целью обучения пилотов многомоторных самолётов, радистов, штурманов и воздушных стрелков. С лета 1940 года их стали использовать в качестве легких транспортных самолётов в основном для перевозки высшего командного состава и государственных чиновников в метрополии, а позже и в других регионах.
В роли транспортников обычно использовали модификацию AS.10 Oxford II. Часть самолётов использовалась в специальном санитарном исполнении. В мае 1941 года самолёты учебного центра в Ираке атаковали позиции иракских войск во время мятежа. В британской морской авиации AS.10 Oxford эксплуатировались только как учебные, на них готовили радистов и штурманов. С вооружения авиации Великобритании самолёт был снят в 1954 году.
В других странах самолёты использовались как транспортные, и как учебные.
Королевские ВВС Австралии с ноября 1940 года получили 391 учебный самолет по контрактам с британскими ВВС.
Одной из первых стран, заказавших Oxford, была Новая Зеландия.  В 1937 году было заказано пять самолетов. Затем последовал дополнительные заказы на 6 и 30 самолетов. С началом реализации плана воздушной подготовки Британского содружества были выделено еще 140 самолетов. Всего с 1938 по 1952 год Королевские военно-воздушные силы Новой Зеландии (RNZAF) использовали 299 самолетов Oxford. В Новой Зеландии самолёты оснащали глубинными бомбами и они осуществляли патрулирование побережья, ведя поиск японских подводных лодок.
Согласно плану воздушной подготовки Британского Содружества в 1940 году 700 самолетов было отправлено в Южную Африку. 256 самолетов были утеряны в результате авиакатастроф.
В частях ВВС армии США, которые базировались в Англии, эти самолёты использовались для местных перевозок.  137 самолетов было передано ВВС США Великобританией. К концу 1944 года все самолеты были возвращены ВВС Великобритании.
Во французских ВВС самолёты также использовались как транспортные. Французские военно-воздушные силы в Западной Африке получила пять новых самолетов в 1944 году и эксплуатировали их до 1946 года.
.В 1938 году канадские ВВС заказали 25 самолетов. Самолеты в разобранном состоянии отправили в Канаду и были собраны компанией Vickers в Монреале. Позднее 819 самолетов Oxford различных модификаций использовались в летных школах Канады по программе воздушной подготовки Британского Содружества (BCATP - British Commonwealth Air Training Plan).
После Второй Мировой войны большинство самолётов Airspeed AS.10 Oxford были проданы. 
ВВС Греции эксплуатировали 33 самолёта в качестве связных, транспортных и санитарных во время гражданской войны в 1948—1949 годах. 
Королевские ВВС Норвегии приобрели 20 самолетов у ВВС Великобритании в 1947 году.

## Модификации

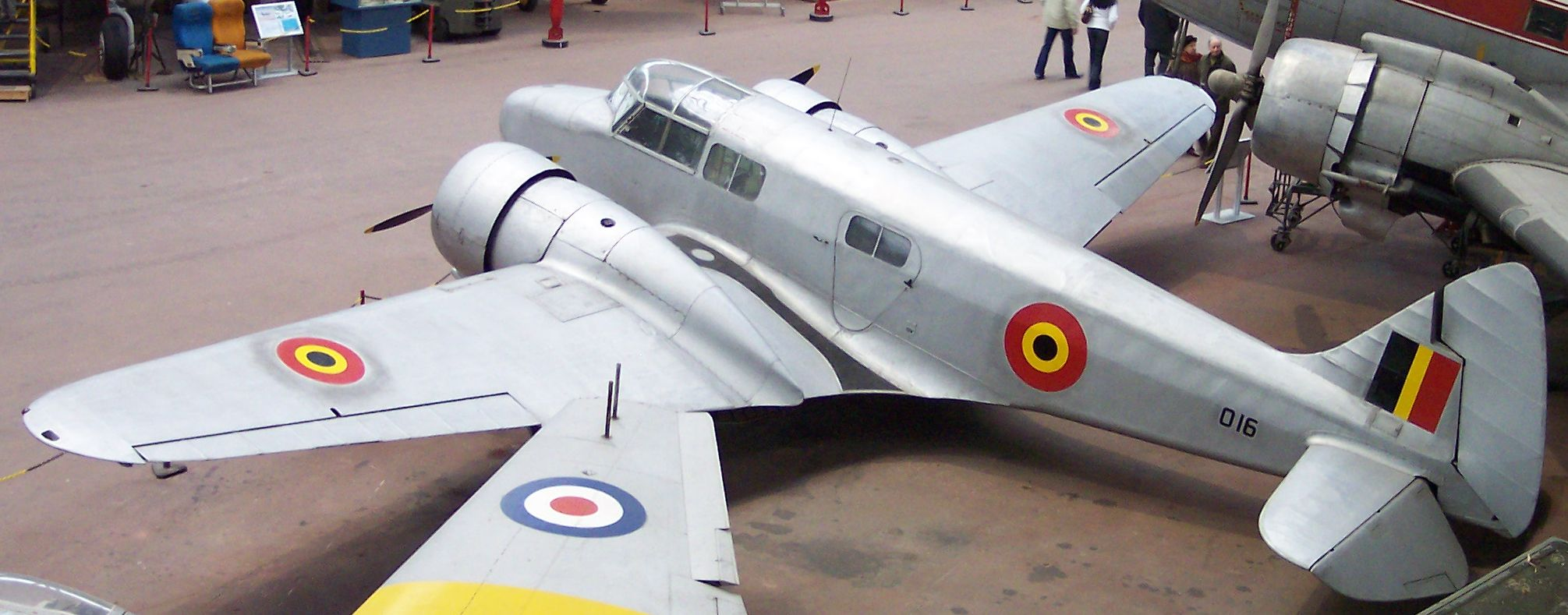
AS.10 Oxford IV в Военном музее Брюсселя

AS.10 Oxford I
Для изготовления этой модели, инженеры Airspeed увеличили размах крыльев, изменили конструкцию носа и использовали полностью закрытый 7-цилиндровый звёздообразный двигатель Armstrong Siddeley Cheetah IX, мощностью 355 л. с. (265 кВт). Первый экземпляр данной модели поднялся в воздух 19 июня 1937 года, и уже в ноябре этого же года поступил на вооружение в Центральную Летную Школу. К началу войны около 300 самолётов уже были на вооружении Королевских ВВС.Базовая модификация для обучения пилотированию, навигации и бомбометанию. Самолет был оснащен поворотной турелью с одним пулеметом для обучения бортовых стрелков. Во время проведения учебных полетов, кроме экипажа, на борту самолета находилась группа, состоящая из инструктора и пяти обучающихся.
AS.10 Oxford II
Распространение турелей с силовым приводом к началу войны означало, что Oxford не мог использоваться для обучения и тренировки бортстрелков. AS.10 Oxford II, со снятыми стрелковыми точками, использовались в основном для обучения штурманов и радиооператоров. Около 70 таких самолётов были в эксплуатации к началу войны.
AS.10 Oxford III
Был оборудован двумя двигателями — Cheetah XV engines, мощностью 425 л. с. (315 кВт), и Rotol, с постоянной скоростью пропеллеров. Использовался в основном в навигации.
AS.10 Oxford IV
Испытательная модель для двигателя de Havilland Gipsy Queen IV.
Oxford T.II
Было создано всего 9 экземпляров.
AS.40 Oxford
Гражданский самолёт, предназначенный для радио разведки. Создано 2 экз.
AS.41 Oxford
Использовался компанией Miles Aircraft как испытательный образец для двигателя Alvis Leonides.
AS.42 Oxford
Преобразованная модель Oxford I в соответствии с Спецификацией T.39/37 для Новой Зеландии.
AS.43 Oxford
Обзорная модель AS.42
AS.46 Oxford V
Итоговый вариант, улучшен звёздообразным двигателем Pratt & Whitney R-985 мощностью 450 л. с. (335 кВт). Многие самолёты серии Oxford I и Oxford II были реконструированы до серии Oxford V.
AS.65 Consul
После окончания войны более 150 самолётов были преобразованы для гражданской авиации. Этот тип также известен как Airspeed Consul.

## Эксплуатанты
- Великобритания
  -  Royal Air Force[3] Эскадрильи №№ 1, 5, 17, 20, 24, 34, 41, 116, 173, 192, 285, 286, 287, 288, 289, 290, 510, 526, 527, 529, 567, 577, 587, 595, 598, 631, 667, 691, 695.
  - Fleet Air Arm
- Канада
  - Королевские канадские ВВС[4]
- Австралия
  - Королевские военно-воздушные силы Австралии[5]
- Новая Зеландия
  - Королевские военно-воздушные силы Новой Зеландии[6]: эскадрильи №№ 1, 2, 3, 7, 8, 14, 42.
- Южно-Африканская Республика
  -  Военно-воздушные силы Южно-Африканской Республики:[7]
- Доминион Цейлон
  - Королевские ВВС Цейлона[8]
- Союз Бирма
  - авиация Союза Бирма[8]
- Польша
  -  ВВС Польши в Великобритании:
- Бельгия
  -  ВВС Бельгии[8]
- Бельгийское Конго
  - авиация Force Publique[8]
- Чехословакия
  -  ВВС Чехословакии: 1 самолёт, служил в 1945-48 гг.
- Дания
  -  ВВС Дании[8]
- Египет: 
  -  Королевские ВВС Египта[8]
- Свободная Франция
  -  ВВС "Свободной Франции"[8]
- Греция
  -  Королевские ВВС Греции[8]: 33 самолёта
- Израиль
  -  Военно-воздушные силы Израиля][8]
- Индия
  - ВВС Индии[8]
- Иран
  -  Шахские ВВС Ирана[8]
- Нидерланды
  -  Королевские военно-воздушные силы Нидерландов[8]
  - авиация флота (MLD)[8]
- Норвегия
  - | Королевские ВВС Норвегии[8]: 20 самолётов приобретены в 1947 году
- Португалия
  -  ВВС Португалии[8]
  - авиация армии Португалии[8]
  - авиация ВМС Португалии[8]
- США
  -  ВВС Армии США[8]
  - авиация ВМС США[8]
- Турция
  -  ВВС Турции[8]
- Югославия
  -  ВВС Югославии[8]